# Canthon perseverans
Canthon perseverans là một loài bọ cánh cứng trong họ Bọ hung (Scarabaeidae).